# Peligro (álbum de Reik)
Peligro es el título del cuarto álbum de estudio grabado por el grupo mexicano de pop/rock Reik, Fue lanzado al mercado bajo el sello discográfico Sony Music Latin el 5 de julio de 2011. 
Grabado y mezclado en Sonic Ranch (Tornillo, Texas, Estados Unidos) por Fabrizio Simoncioni y fue producido por Kiko Cibrián y co-producido por Ettore Grenci y Cachorro López.

## Información del álbum
Peligro es el tema que fue lanzado como primer sencillo a partir del lunes 28 de marzo de 2011, en la radio internacional. Es una canción llena de sonidos electrónicos vanguardistas, que sin duda nos pondrá a todos a bailar y permanecerá como una fuerte influencia dentro de la música pop de la actualidad. 
Este tema fue el primero en ser creado para la nueva producción y sirvió como pauta de lo que será el sonido del álbum, el cual se sumerge en un ambiente electrónico sin dejar de lado el característico estilo del grupo. 
La nueva propuesta de Reik es innovadora, ya que además de las guitarras y pianos a los que tienen acostumbrados a sus seguidores, ahora incluirán beats y sonidos que enriquecerán y renovarán su propuesta.
Tú mirada es el tema que fue lanzado como segundo sencillo el lunes 8 de agosto de 2011, en la radio. Después de tanto experimentos con sonidos eléctricos Reik decide regresar a la versión balada a lo que los caracteriza como grupo y deciden que el tercer sencillo sea Creo en ti.
El álbum tuvo dos ediciones la primera para la plataforma ITunes en donde se encuentra el cuarto sencillo Te fuiste de aquí, una versión remix del tema Peligro, una versión en inglés del tema No te quiero olvidar y las versiones en inglés e italiano de Creo en ti. La segunda edición fue para Brasil con dos pistas adicionales, las versiones en portugués de Creo en ti y Te fuiste de aquí.

## Lista de canciones
| Peligro |                        |                                                                             |          |  |
| N.º     | Título                 | Escritor(es)                                                                | Duración |  |
| 1.      | «Déjate llevar»        | Reik · Kiko Cibrián                                                         | 3:16     |  |
| 2.      | «A ciegas»             | Jesús Navarro · Julio Ramírez · Ettore Grenci · Mónica Vélez · Ximena Muñoz | 3:45     |  |
| 3.      | «Nada»                 | Jesús Navarro · Ettore Grenci · Kiko Cibrián · Mónica Vélez                 | 3:13     |  |
| 4.      | «Peligro»              | Jesús Navarro · Julio Ramírez · Ettore Grenci · Mónica Vélez                | 3:41     |  |
| 5.      | «Déjame ir»            | Jesús Navarro · César Miranda · Gustavo Cuauhtémoc                          | 4:13     |  |
| 6.      | «Igual a nada»         | Ale Sergi · Cachorro López · Sebastián Schon                                | 3:11     |  |
| 7.      | «Irreversible»         | Julio Ramírez · Ettore Grenci · Fernando Chávez "fech" · Mónica Vélez       | 4:00     |  |
| 8.      | «Mi tormenta favorita» | Ettore Grenci · Mónica Vélez                                                | 3:13     |  |
| 9.      | «Si te vas»            | Julio Ramírez · César Miranda                                               | 3:06     |  |
| 10.     | «Cálido y rojo»        | Ale Sergi · Cachorro López                                                  | 3:18     |  |
| 11.     | «Adicto a ti»          | Bibi Marín · César Miranda · Kiko Cibrián · Mónica Vélez                    | 3:31     |  |
| 12.     | «No te quiero olvidar» | Reik · Gen Rubin                                                            | 3:41     |  |
| 13.     | «Creo en ti»           | Bibi Marín · Julio Ramírez · Kiko Cibrián · Mónica Vélez                    | 2:45     |  |
| 14.     | «Tu mirada»            | Cachorro López · Koko Stambuk · Sebastián Schon                             | 3:19     |  |

Edición ITunes
| Edición ITunes |                                                     |                                                              |          |  |
| N.º            | Título                                              | Escritor(es)                                                 | Duración |  |
| 15.            | «Peligro» (MasterFrench Remix)                      | Jesús Navarro · Julio Ramírez · Ettore Grenci · Mónica Vélez | 6:09     |  |
| 16.            | «Play With Fire» ("No te quiero olvidar" en inglés) | Reik · Gen Rubin                                             | 3:40     |  |
| 17.            | «Finally» ("Creo en ti" en inglés)                  | Bibi Marín · Julio Ramírez · Kiko Cibrián · Mónica Vélez     | 2:43     |  |
| 18.            | «Te fuiste de aquí»                                 | Julio Ramírez · Roberto Valdez Ramírez                       | 3:45     |  |
| 19.            | «Credo In Te» ("Creo en ti" en italiano)            | Bibi Marín · Julio Ramírez · Kiko Cibrián · Mónica Vélez     | 2:43     |  |

Edición Brasil
| Edición Brasil |                                                   | |          |  |
| N.º            | Título                                            | Escritor(es) | Duración |  |
| 15.            | «Creio em você» ("Creo en ti" en portugués)       | Bibi Marín · Julio Ramírez · Kiko Cibrián · Mónica Vélez Letra en portugués por: Lilian Cristina de Campos Martinez | 2:46     |  |
| 16.            | «Partiu daqui» ("Te fuiste de aquí" en portugués) | Julio Ramírez · Roberto Valdez Ramírez Letra en portugués por: Davi Moraes · Güido Laris · Natalia Subtil           | 3:44     |  |

## Posiciones
| Listas                  | Mejor posición |
| ----------------------- | -------------- |
| México (México Top 100) | 3              |

## Certificaciones
| País (organismo certificador) | Certificación | Unidades certificadas |
| ----------------------------- | ------------- | --------------------- |
| México (AMPROFON)             | 4× Platino    | 240 000               |